# CPLEX
IBM ILOG CPLEX Optimization Studio (meist nur bezeichnet als CPLEX) ist ein Programmsystem zur Modellierung und Lösung von Optimierungsproblemen mithilfe der mathematischen Optimierung sowie der Constraint-Programmierung. CPLEX stellt neben einem kommandozeilen-basierten Solver auch die Modellierungssprache OPL und umfangreiche Bibliotheken mit Anbindung an die Programmiersprachen C, C++, C#, Java und Python bereit. Ebenso gibt es eine Matlab-Toolbox und Schnittstellen zu SPSS und Microsoft Excel.

## Geschichte
CPLEX wurde ursprünglich 1987 von Robert Bixby als Implementierung des Simplex-Verfahrens zur Lösung von linearen Optimierungsproblemen in der Programmiersprache C entwickelt. Dieses wurde erstmals im Jahr 1988 von der von ihm und Janet Lowe gegründeten CPLEX Optimization Inc. kommerziell vertrieben und weiterentwickelt. Als einer der Marktführer im Bereich Operations Research wurde die CPLEX Optimization Inc. im Jahr 1997 durch ILOG aufgekauft.
Mit der Arbeit an CPLEX gewannen Robert Bixby, Janet Lowe und Paul E. Green im Jahr 2004 den ersten INFORMS Impact Prize.
Im Januar 2009 übernahm IBM die Firma ILOG und ist seitdem auch für die Weiterentwicklung und den Vertrieb von CPLEX verantwortlich.